# Гризебах, Август
Ге́нрих А́вгуст Рудо́льф Гризеба́х (нем. Heinrich August Rudolf Grisebach; 1814—1879) — немецкий ботаник (Флорист и геоботаник). Автор многочисленных работ по систематике и географии растений. Последователь А. Гумбольдта. Увеличил до 60 число установленных Гумбольдтом растительных форм. Ввёл понятие «геоботаника» (1866, одновременно с Ф. И. Рупрехтом и независимо от него), под которой понимал географию растений, и «растительную формацию». При разделении растительности Земли на отдельные области Гризебах в значительной мере опирался на климатические различия.

## Путь в науке
Изучал ботанику и фармацевтику в Гёттингенском (1832) и Берлинском университетах (1834). В 1836 году получил степень доктора медицины.
С 1837 года приват-доцент ботаники Гёттингенского университета.
В 1839—1840 годах Гризебах исследовал Балканский полуостров и северо-западную часть Малой Азии, где изучал и подробно затем описал местную флору. Его книга «Путешествие по Румелии и в сторону Бруссы в 1839 году» («Reise durch Rumelien und nach Brussa im Jahre 1839» является, кроме того, ценным источником по истории и географии Болгарии и Западной Турции.
С 1841 года — профессор естествознания Гёттингенского университета.
Совершил экспедиции по Норвегии, Пиренеям и Карпатам.
С 1847 года профессор и с 1857 года — директор университетского Ботанического сада.
Член-корреспондент Прусской академии наук в Берлине (с 1874) и Академии естественных наук Германии «Леопольдина».
Гризебах помогал в составлении «Flora rossica» Ледебура, «Prodromus» Декандоля и «Flora brasiliensis» Марциуса.

## Области растительности Земли по Гризебаху
- Арктическая
- Европейско-Азиатская лесная
- Североамериканская лесная
- Средиземноморская
- Евроазиатская степная
- Сахара
- Китайско-Японская
- Суданская
- Индийская
- Калахари
- Капская
- Восточноафриканская островная
- Австралийская
- Тихоокеанская островная
- Антарктическая островная
- Среднеамериканская
- Тропическо-Американская
- Антильская островная
- Андская
- Антарктико-Американская
- Морская (объединяющая растительность морей)

## Почести
В честь Гризебаха назван род растений Гризебахиантус (Grisebachianthus R.M.King & H.Rob.) семейства Астровые (Сложноцветные).

## Печатные труды
- нем.  Grisebach A. Über den Einfluß des Klimas auf die Begrenzung der natürlichen Floren // Linnaea. 1838. Bd 12. S. 159–200
- лат.  Grisebach A. Genera et Species Gentianearum observationibus quibusdam phytogeographicis. Stuttgart–Tübingen: J. G. Cotta, 1839
- лат.  Grisebach A. Spicilegium Florae rumelicae et bithynicae, exhibens synopsin plantarum quas aest. 1839 legit. Brunsvigae: F. Vieweg, 1843–1844
- нем.  Grisebach A. Über die Bildung des Torfes in den Emsmooren aus deren unveränderter Pflanzendecke, Göttingen, 1846
- англ.  Grisebach A.H.R. Reports on botanical geography // Royal Society Reports and Papers on Botany. 1846–1849
- нем.  Grisebach A. Über die Vegetationslinien des nordwestlicher Deutschlands, 1847
- лат.  Grisebach A. Commentatio de distributione Hieracii Generis per Europam geographica. Sectio prior. Revisio specierum Hieracii in Europa sponte crecentium. Gottingae: Dieterich, 1852
- нем.  Grisebach A. Grundriß der systematichen Botanik für akademische Vorlesungen entworfen. Göttingen: Dietrich, 1854
- нем.  Grisebach A. Systematische Untersuchungen über die Vegetation de Karabeien, insbesondere der Insel Guadeloupe. Göttingen, 1857
- англ.  Grisebach A. Flora of the British West Indian Islands. London: Lovell Reeve, 1864
- лат.  Grisebach A. Catalogus Plantarum Cubensium Exhibens Collectionem Wrightianam aliasque Minores ex Insula Cuba Misas. Leipzig. 1866
- нем.  Grisebach A.H.R. Die Vegetation der Erde nach ihrer klimatischen Anordnung. Ein Abriß der Vergleichenden Geographie der Pflanzen. – Leipzig: Wilhelm Engelmann, 1872[5]
- лат.  Grisebach A. Plantae Lorentzianae, 1874
- лат.  Grisebach A. Symbolae ad floram Argentinam, 1879
- нем.  Grisebach A.H.R. Gesammelte Abhandlungen und kleinere Schriften zur Pflanzengeographie. – Leipzig: W. Engelmann, 1880
- Гризебах А. Растительность земного шара согласно климатическому её распределению: очерк сравнительной географии растений. — СПб.: Издательство товарищества «Общественная польза». 1874—1877[6]